# Ferrovia Marsiglia-Ventimiglia
La ferrovia Marsiglia-Ventimiglia è un'importante linea ferroviaria posta nel sud-est della Francia. Segue la Costa Azzurra servendo importanti città, quali Marsiglia, Tolone e Nizza.
La linea ferroviaria attraversa il Principato di Monaco e valica il confine franco-italiano nei pressi di Mentone, congiungendosi con la rete ferroviaria italiana nella stazione di Ventimiglia.

## Storia
La costruzione dell'intera linea ha richiesto quattordici anni di lavori. Originariamente la linea era stata realizzata a binario unico, tranne che tra Marsiglia e Tolone, ma il costante aumento del traffico ha richiesto che la linea fosse trasformata progressivamente a doppio binario. Dal 1869 al 1882 furono eseguiti i lavori sulla tratta da Tolone a Nizza. Il tratto tra Nizza e Ventimiglia fu eseguito dal 1890 al 1910.
| Tratta                  | Inaugurazione     |
| ----------------------- | ----------------- |
| Marsiglia-Aubagne       | 20 ottobre 1858   |
| Aubagne-Tolone          | 3 maggio 1859     |
| Tolone-Les Arcs         | 1º settembre 1862 |
| Les Arcs-Cagnes-sur-Mer | 10 aprile 1863    |
| Cagnes-sur-Mer-Nizza    | 18 ottobre 1864   |
| Nizza-Monaco            | 9 ottobre 1868    |
| Monaco-Mentone          | 6 dicembre 1869   |
| Ventimiglia-Genova      | 9 agosto 1872     |

Il 22 marzo 1852 fu costituita a Parigi la Compagnie du chemin de fer de Lyon à la Méditerranée. Un accordo firmato il 19 giugno 1852 tra il Ministro dei Lavori Pubblici e la società approvava l'acquisto di varie concessioni ferroviarie effettuate dalla società e le assegnava la costruzione e l'esercizio di una linea da Marsiglia a Tolone, nonché una diramazione da Rognac ad Aix. Tale accordo divenne legge l'8 luglio 1852. Le spese di costruzione furono ripartite secondo la legge del 1842: 26 milioni di franchi sarebbero stati a carico dello Stato per l'acquisto dei terreni e la costruzione delle infrastrutture e degli edifici, da completare entro sei anni, e 10 milioni a carico della Società, per l'acquisizione di materiale rotabile e lavori di armamento, da mettere in esercizio entro un anno.
In seguito al dissesto finanziario della Compagnie du chemin de fer Grand-Central de France nel 1857 e per assorbirne le conseguenze distribuendo le linee di cui era concessionaria tra compagnie con ampia base finanziaria, dalla fusione delle compagnie ferroviarie da Parigi a Lione, da Lione al Mediterraneo e da Lione a Ginevra venne costituita la Compagnie des chemins de fer de Paris à Lyon et à la Méditerranée. Questa fusione fu approvata con decreto il 19 giugno 1857.
Nel 1854 furono previsti due percorsi: quello degli ingegneri statali, che seguiva il più possibile la costa passando per La Ciotat e un percorso alternativo proposto dalla Compagnia, che prevedeva il passaggio per Cuges e La Cadière, situati più all'interno, più economico e più breve di 6,2 chilometri. Il primo fu infine mantenuto, perché serviva una popolazione più numerosa del secondo e consentiva il servizio a La Ciotat che era diventato importante centro al servizio delle navi postali che servivano le rotte del Mediterraneo..

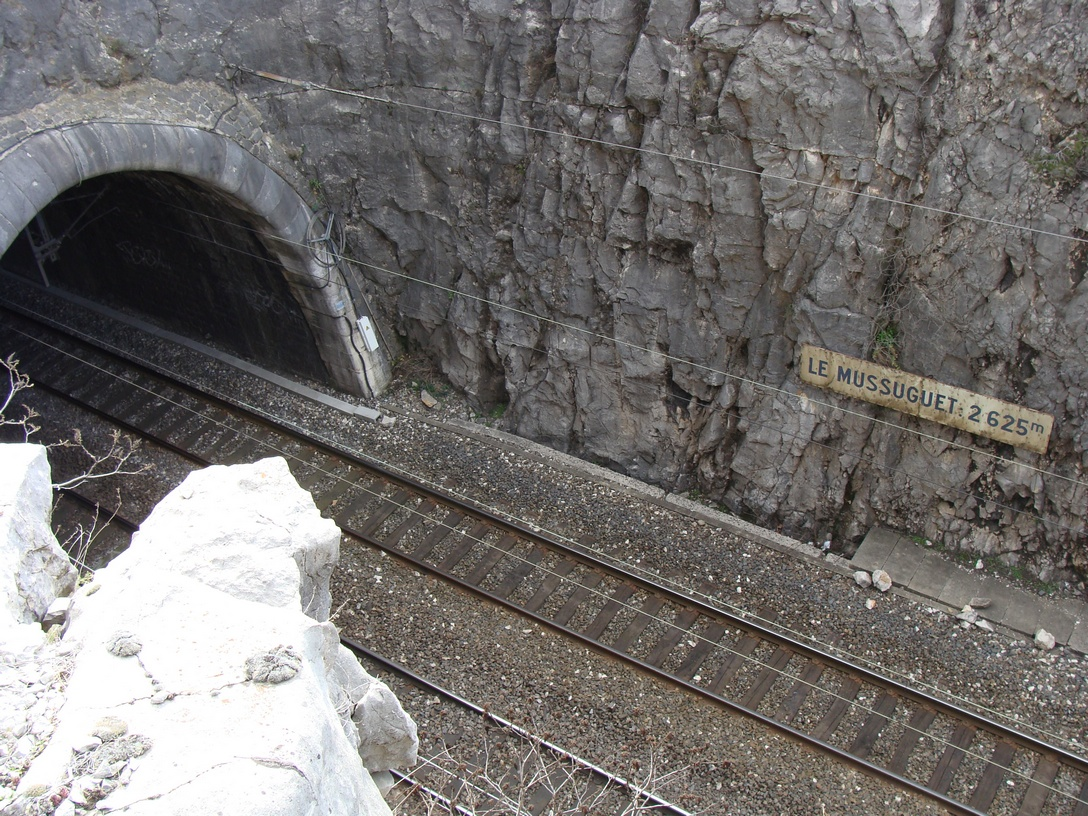
Il portale Nord frl tunnel di Mussuguet

Questo primo tratto, lungo sessantacinque chilometri, ha richiesto grandi lavori, in particolare tra Aubagne e La Ciotat, con la realizzazione di importanti opere ingegneristiche, tra cui sei gallerie, una delle quali, la galleria Mussuguet, lunga 2.600 metri. 
Il 25 ottobre 1858 fu aperta la linea tra Marsiglia e Aubagne.
Il secondo tratto di cinquanta chilometri, da Aubagne a Tolone, fu aperto a un solo binario il 15 marzo 1859 nonostante l'importanza dei lavori di genio civile da realizzare e riservato allo Stato francese, impegnato nella guerra in Italia. Il 27 marzo 1859 venne effettuata la prima corsa di prova da Marsiglia a Tolone: il treno giunse a destinazione alle undici del mattino dopo quattro ore di viaggio. Per accelerare la realizzazione i lavori furono proseguiti anche di notte. Il secondo binario entrò in servizio il 24 aprile per il trasporto militare e il 3 maggio per l'inizio di sfruttamento commerciale diventato regolare dal 28 maggio 1859. Il tragitto Marsiglia-Tolone richiedeva due ore e mezza, con dodici stazioni lungo il percorso.
La tratta Marsiglia-Tolone, lunga sessantasette chilometri, costata più di 41 milioni di franchi per la sua realizzazione, fin dalla sua apertura ebbe un grande successo: da luglio trasportò quindicimila passeggeri civili, cosa che spinse la Compagnia a istituire un servizio stradale da Tolone a Nizza, in attesa del prolungamento della ferrovia.
L'amministrazione della Marine nationale impose alla Compagnia anche la realizzazione a prezzo fisso di un nodo destinato a collegare l'Arsenale di Tolone alla linea ma, data la difficoltà nel collegare questo ramo alla stazione di Tolone, alla fine si decise di collegarlo a La Seyne-sur-Mer. Il 1 giugno 1860 l'arsenale di Tolone venne collegato alla linea attraverso un raccordo di 3,7 chilometri di proprietà dell'amministrazione marittima.
In seguito al crollo finanziario della Compagnie du chemin de fer Grand-Central de France e della costituzione della PLM, a quest'ultima società fu accordata la concessione di una possibile linea "da Tolone a Nizza". Un decreto imperiale del 3 agosto 1859 dichiarava di pubblica utilità il tratto della linea che collegava Tolone al confine italiano, allora situato sul fiume Var rendendo definitiva la concessione. L'intero tracciato fu approvato nel 1860 e subito iniziarono i lavori. La Compagnia spese 23,5 milioni di franchi solo nel 1861. Nel 1862 lavoravano nel cantiere da 7.000 a 8.000 operai, per lo più piemontesi, belgi e tedeschi. Il 1 settembre 1862 entrò in funzione la tratta da Tolone a Les Arcs dove la linea ha una diramazione in direzione di Draguignan autorizzata con decreto imperiale del 10 luglio 1862.
Con l'annessione della contea di Nizza alla Francia nel 1860, un decreto imperiale firmato il 22 agosto 1860 autorizzò l'estensione della sezione a Nizza.
Il 10 aprile 1863 fu inaugurata la tratta Les Arcs – Vence-Cagnes. La stazione di Nice-Ville richiese 60.000 m³ di terrazzamenti per completare il terrapieno della stazione e completare gli edifici, temporaneamente rallentati dalle difficoltà incontrate nella posa delle fondazioni. L'ultimo tratto da Vence-Cagnes a Nizza fu aperto a sua volta il 18 ottobre 1864. La monumentale stazione di Nizza, opera dell'architetto Louis-Jules Bouchot, si trovava allora in aperta campagna, a un chilometro dalla città.
Successivamente, nel 1871 e nel 1876 entrarono in servizio due diramazioni per servire rispettivamente Grasse e Hyères. La diramazione per Grasse era stata rivendicata dalla città, che temeva, per i suoi oli e profumi, la concorrenza di Nizza, divenuta francese; a Grasse avrebbero preferito il servizio lungo la linea principale ma questa avrebbe garantito solo un passaggio a 4,5 chilometri dalla città e 200 metri più in basso; inoltre le forti pendenze avrebbero aumentato anche il costo di costruzione della linea di 11 milioni di franchi.
Essendo la rete italiana in divenire, sembrava logico collegarsi ad essa estendendo la linea fino a Menton e al confine italiano. I lavori, difficili a causa dei rilievi, furono avviati dopo la firma di una convenzione internazionale tra i due paesi, il 7 maggio 1862, resa esecutiva con decreto del 9 giugno, con il quale il governo francese si impegnava a presentare entro il 1863 una proposta di legge per il prolungamento della ferrovia da Tolone a Nizza fino al confine, in relazione alla linea italiana da realizzare, essendo previsto il cambio di servizio a Ventimiglia. Il governo italiano avrebbe percepito un interesse del 5% sulle spese di costruzione, a vocazione internazionale, nella stazione di Ventimiglia degli edifici ad uso esclusivo delle ferrovie francesi e sulla metà di quelle relative agli edifici ad uso comune e avrebbe ricevuto inoltre, a titolo di pedaggio, i due terzi del gettito corrispondente al trasporto tra il confine e Ventimiglia.
Il passaggio della linea attraverso il Principato di Monaco fu autorizzato da un trattato firmato tra l'Impero francese e il Principato il 2 febbraio 1861. Questo trattato fu promulgato con decreto imperiale il successivo 13 febbraio.
La tratta di ventotto chilometri venne concessa alla Compagnie des chemins de fer de Paris à Lyon et à la Méditerranée da un accordo tra il Ministro Segretario di Stato per il Dipartimento dell'agricoltura, del commercio e dei lavori pubblici e la società, firmato il 1 maggio 1863. Tale convenzione fu approvata con decreto imperiale l'11 giugno 1863. Alla Società fu versato un sussidio di diciannove milioni di franchi, costo stimato dell'infrastruttura, tredici milioni rimanenti a suo carico per la posa del binario e la realizzazione delle stazioni di tale linea, da mettere in esercizio entro tre anni, ad una data di apertura vicina a quella prevista per la linea italiana. 
I lavori della tratta Nizza–Monaco iniziarono nel 1864 ma, interrotti da un inverno particolarmente rigido, entrarono in funzione solo l'anno successivo. Nel 1865 e nel 1866 furono impegnati in questa sezione venti milioni di franchi. Questa prima tratta fu aperta tra Nizza e la stazione di Monaco, all'ingresso del Principato il 19 ottobre 1868. 
Nel 1866 fu avviata la costruzione del successivo tratto di nove chilometri fino a Mentone, raggiunta il 6 dicembre 1869, servendo l'intera costa francese da Marsiglia a 249 chilometri di distanza.
Nel 1868 i lavori proseguirono oltre Mentone, questa sezione non fu consegnata fino all'apertura della linea italiana.
Nel 1871 la linea costiera ligure raggiunse la stazione di Ventimiglia ed entro la fine dell'anno venne completato anche il collegamento con Menton, garantendo la continuità ferroviaria da Genova a Marsiglia. La stazione fu aperta ai viaggiatori nel gennaio 1872 sul versante italiano e il 18 marzo sul versante francese, oltre i tempi previsti, in quanto la lenta costruzione della linea italiana autorizzò un rallentamento dei lavori sugli ultimi chilometri. Il tratto tra Menton e Ventimiglia diventò il secondo collegamento ferroviario tra Francia e Italia. Una decina d'anni dopo il primo edificio in legno di Ventimiglia lasciò il posto a un fabbricato viaggiatori.

Le varianti di Monaco: in blu realizzata tra il 1958 e il 1964 e in verde la seconda variante costruita tra il 1993 e il 1999

Il regolare aumento del traffico, in particolare nel periodo estivo, nonché il terreno impervio della linea, che richiede potenti locomotive per mantenere una velocità costante, hanno spinto la SNCF a proporre l'elettrificazione della linea. Inoltre, la precedente elettrificazione della linea da Parigi-Lione a Marsiglia-Saint-Charles, richiedendo la manutenzione di un parco vapore esclusivamente per questa linea non elettrificata, causava costi operativi significativi, poco accettabili in relazione alle scarse prestazioni del materiale.
Sebbene la linea tra Parigi e Marsiglia sia elettrificata a 1,5 kV in corrente continua si scelse di alimentare la linea in corrente alternata a 25 kV in quanto gli studi dimostrarono la convenienza, sia economica che tecnica, di questa soluzione.
Essendo le due estremità della linea elettrificate a 1.500 V, i TGV, i locomotori e le elettromotrici che transitano su questa linea devono quindi necessariamente essere “bicorrente”.
L'elettrificazione della linea era stata prevista all'inizio del XX secolo dalla Compagnie des chemins de fer de Paris à Lyon et à la Méditerranée (PLM), società che aveva elettrificato, in via sperimentale nel 1910, la tratta tra Grasse e Mouans-Sartoux, a 12 kV – 25 Hz, per sperimentare prototipi di locomotive. Oggi, tutte le vestigia di questa elettrificazione sperimentale sono scomparse, con la rielettrificazione a 25 kV – 50 Hz (nell'ambito della riapertura della linea tra Cannes e Grasse).
Un'elettrificazione della tratta da Ventimiglia a Mentone, in 3.700 V trifase alla frequenza di 16 ²⁄₃ Hz, fu realizzata durante la seconda guerra mondiale dagli occupanti italiani. La stazione di Menton fu ribattezzata Mentone, e la stazione di Menton-Garavan divenne Mentone Garibaldi; tutti questi impianti però furono distrutti durante i bombardamenti che colpirono la regione nel 1944, e questo tratto di linea rimase non elettrificato fino al 1969, così come la linea dal Tenda, anch'essa elettrificata in trifase 3.700 V a bassa frequenza e oggi rielettrificata a 3.000 V in corrente continua, tra Cuneo e Limone Piemonte.
La messa in servizio dell'elettrificazione è avvenuta nelle seguenti date:
- 10 settembre 1965, da Marsiglia a Les Arcs (nonché il raccordo da La Pauline-Hyères a Hyères);
- 12 settembre 1967, da Les Arcs a Saint-Raphaël;
- 13 febbraio 1968, da Saint-Raphaël a Cannes;
- 28 gennaio 1969, da Cannes a Ventimiglia.

Tra il 1958 e il 1964 la deviazione del tracciato attraverso il Tunnel di Monte Carlo, lungo oltre 3.491 metri, ha consentito al Principato di recuperare terreno e avviare alcuni importanti interventi urbanistici dando vita al quartiere Larvotto, sul sito dei 51.000 m² di terreno dell'ex piattaforma ferroviaria con la soppressione nel 1965 della stazione di Monte Carlo al servizio dell'omonimo quartiere. In seguito della dismissione della stazione di Monte Carlo la stazione di Monaco, la prima stazione ferroviaria del Principato di Monaco, a servizio della capitale del principato, prese la denominazione di Monaco-Monte Carlo. Successivamente, dall'ottobre 1993 alla fine del 1999, venne realizzata una nuova deviazione in galleria che permise l'attraversamento del Principato interamente in sotterraneo, con la realizzazione di un'unica stazione sotterranea a tre binari. Questo nuovo intervento ha consentito di liberare altri quattro ettari di terreno, oggetto di un piano urbanistico con la realizzazione di 135.000 m² abitativi.

## Caratteristiche
La linea, lunga 259 km, collega Marsiglia a Ventimiglia seguendo la costa, tranne in prossimità delle catene montuose dove il rilievo impone di allontanarsi dalla costa. Nonostante corra principalmente in prossimità del mare, presenta rampe che raggiungono l'8‰, a causa di un rilievo particolarmente tormentato, in particolare tra Nizza e Ventimiglia. Per lo stesso motivo il tracciato comprende quasi diciotto chilometri cumulativi di gallerie.

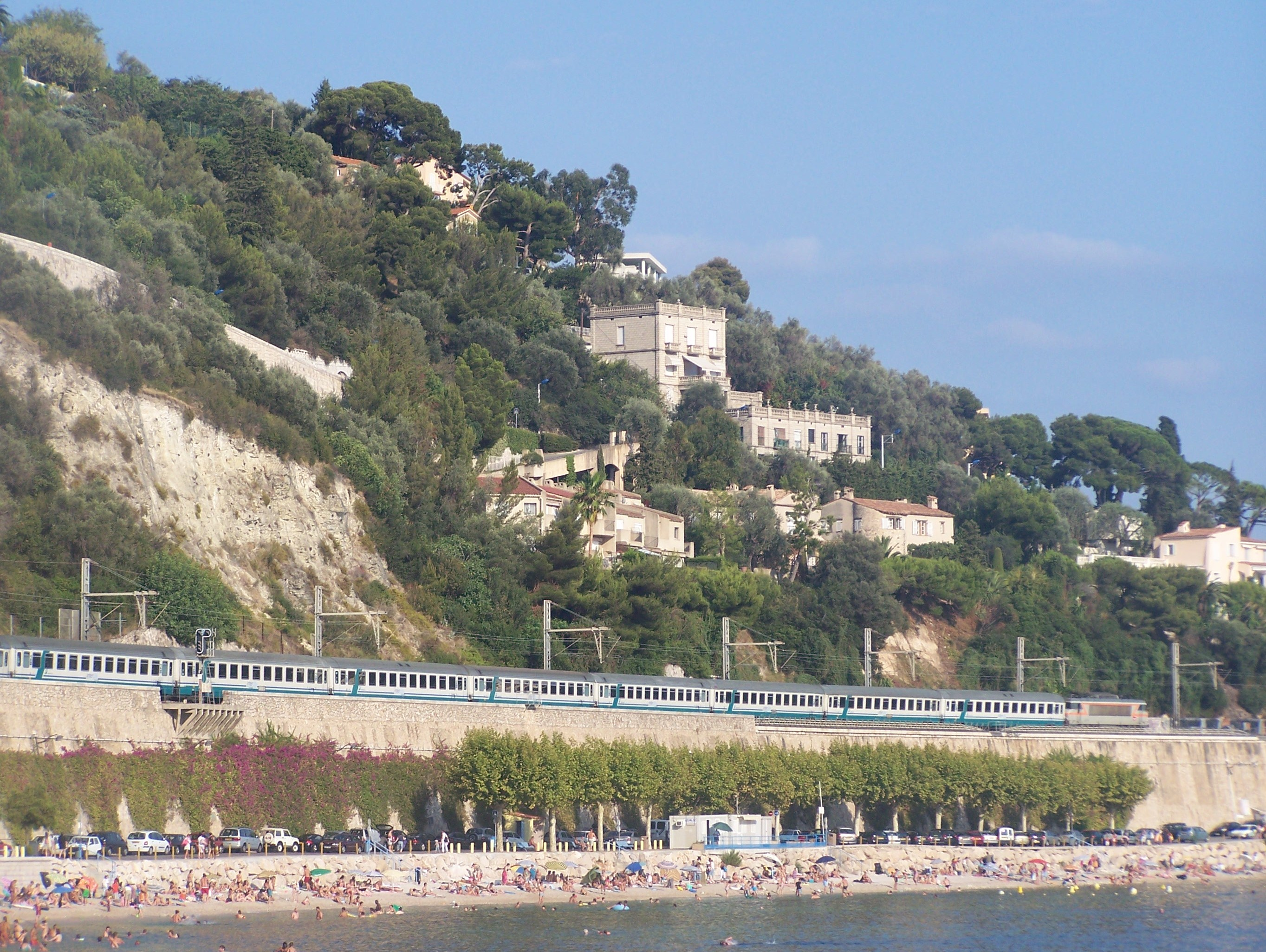
Eurocity di Trenitalia in transito presso Villefranche in direzione dell'Italia

La linea è a doppio binario. Esiste un tratto a quattro binari tra il raccordo di Chartreux, con cui si collega alla Marsiglia-Parigi, fino a Marseille-Blancarde; da lì la linea prosegue a tre binari fino alla stazione di Aubagne. Un altro breve tratto a tre binari si trova in Costa azzurra, tra le stazioni di Antibes e Cagnes-sur-Mer. 
In seguito alla crescita demografica della Costa Azzurra questa linea supporta un intenso traffico passeggeri, (in particolare TER Provence-Alpes-Côte d'Azur, con un servizio extraurbano da Grasse a Ventimiglia proveniente dalla linea da Cannes-la-Bocca a Grasse — e TGV) che, assommandosi al trasporto merci, la porta ad una situazione prossima alla saturazione.
A causa di queste difficoltà di accesso per ferrovia, il trasporto aereo è molto importante in questa regione: l'aeroporto di Nizza Costa Azzurra è il primo aeroporto provinciale francese, e il collegamento da Parigi Orly a Nizza è il principale collegamento aereo francese in termini di numero di passeggeri. Ci vogliono più di 5 ore e mezza per raggiungere Nizza da Parigi in TGV, mentre Marsiglia dista solo tre ore dalla capitale; la quota modale della ferrovia è quindi solo del 31% su questo collegamento. Nasce così il progetto della nuova linea Provence-Côte d'Azur. 
La linea è elettrificata in corrente alternata monofase a 25 kV e 50 Hz, tranne che ai suoi due estremi, dove è in corrente continua (1,5 kV), da Marseille-Saint-Charles al punto chilometrico (PK) 5+450 (tra la stazione di Marseille-Blancarde e La Pomme) e dal punto chilometrico PK 257+475 (dopo il confine italiano) a Ventimiglia, per potersi collegare alle linee limitrofe precedentemente elettrificate.

### Velocità
Il difficile rilievo della Costa Azzurra rende le curve relativamente strette e quindi le velocità sono piuttosto basse per un asse di questa importanza. In generale il profilo relativamente sfavorevole della linea consente velocità dell'ordine di 160 km/h solo su un brevissimo tratto di otto chilometri, all'altezza di Ollioules e Sanary-sur-Mer; altrove, i limiti variano da 95 km/h a 150 km/h, velocità basse per un asse di questa importanza.
| Da (PK)                              | A (PK)                               | Limite (km/h) |
| ------------------------------------ | ------------------------------------ | ------------- |
| Marseille-Saint-Charles              | Marseille-Saint-Charles (PK 861+3xx) | 30            |
| Marseille-Saint-Charles (PK 861+3xx) | Marseille-Saint-Charles (PK 1+2xx)   | 60            |
| Marseille-Saint-Charles (PK 1+2xx)   | PK 10+2xx                            | 125           |
| PK 10+2xx                            | PK 15+5xx                            | 135           |
| PK 15+5xx                            | PK 53+1xx                            | 125           |
| PK 53+1xx                            | PK 61+2xx                            | 160           |
| PK 61+2xx                            | Toulon (PK 67+0xx)                   | 140           |
| Toulon (PK 67+0xx)                   | PK 155+6xx                           | 150           |
| PK 155+6xx                           | Fréjus (PK 158+0xx)                  | 140           |
| Fréjus (PK 158,0xx)                  | Boulouris (PK 164+9xx)               | 120           |
| Boulouris (PK 164,9xx)               | Agay (PK 169+9xx)                    | 110           |
| Agay (PK 169+9xx)                    | PK 185+2xx                           | 95            |
| PK 185+2xx                           | Cannes (PK 193+1xx)                  | 140           |
| Cannes (PK 193+1xx)                  | Golfe-Juan-Vallauris (PK 199+2xx)    | 115           |
| Golfe-Juan-Vallauris (PK 199+2xx)    | Antibes (PK 204+2xx)                 | 130           |
| Antibes (PK 204+2xx)                 | Cagnes-sur-Mer (PK 212+7xx)          | 125           |
| Cagnes-sur-Mer (PK 212+7xx)          | Nice-Saint-Augustin (PK 218+7xx)     | 130           |
| Nice-Saint-Augustin (PK 218+7xx)     | Nice-Ville (PK 224+1xx)              | 120           |
| Nice-Ville (PK 224+1xx)              | Menton (PK 248+6xx)                  | 90            |
| Menton (PK 248+6xx)                  | Ventimiglia (PK 259+4xx)             | 80            |

### Percorso

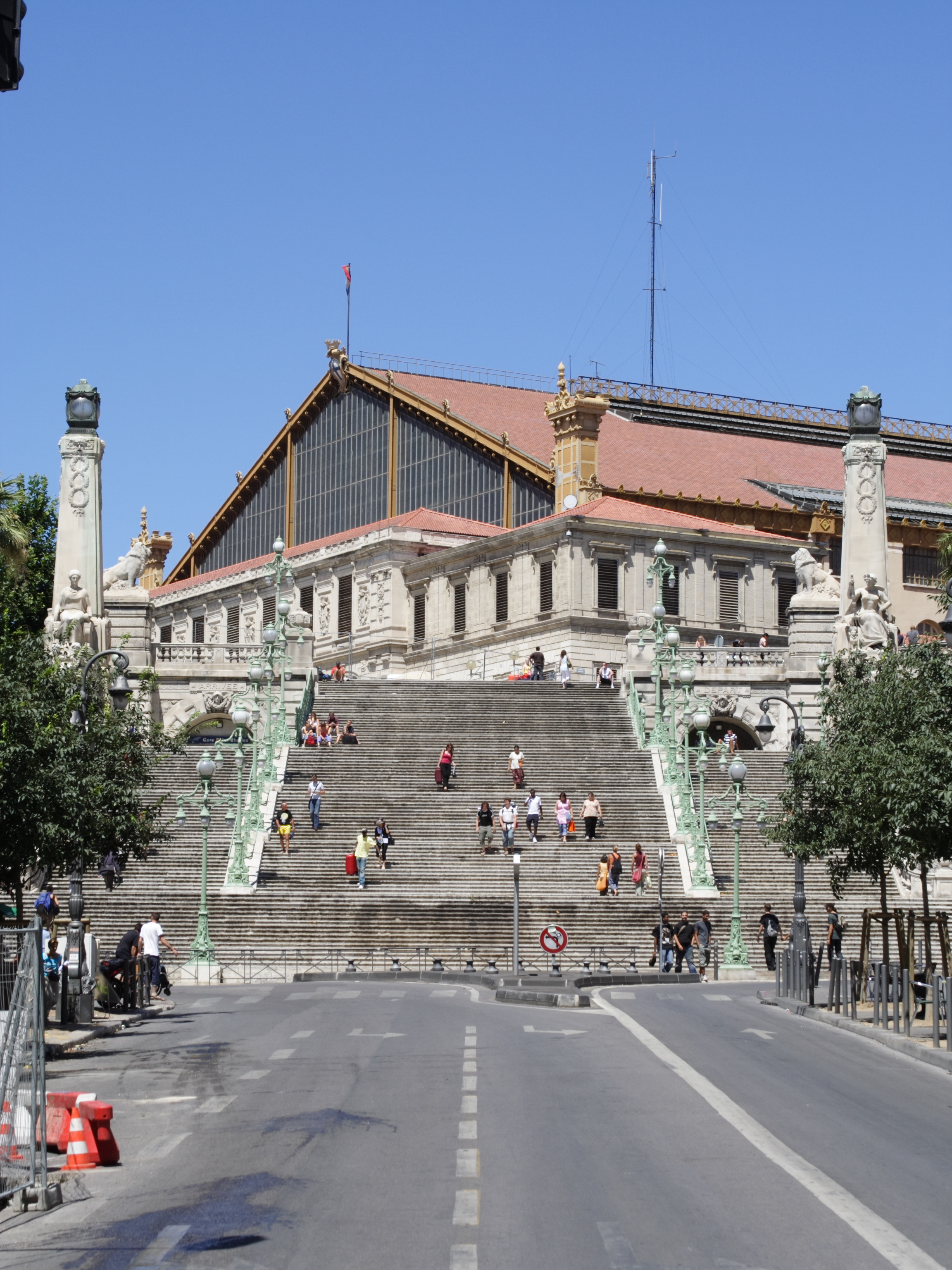
La facciata della stazione di Saint-Charles

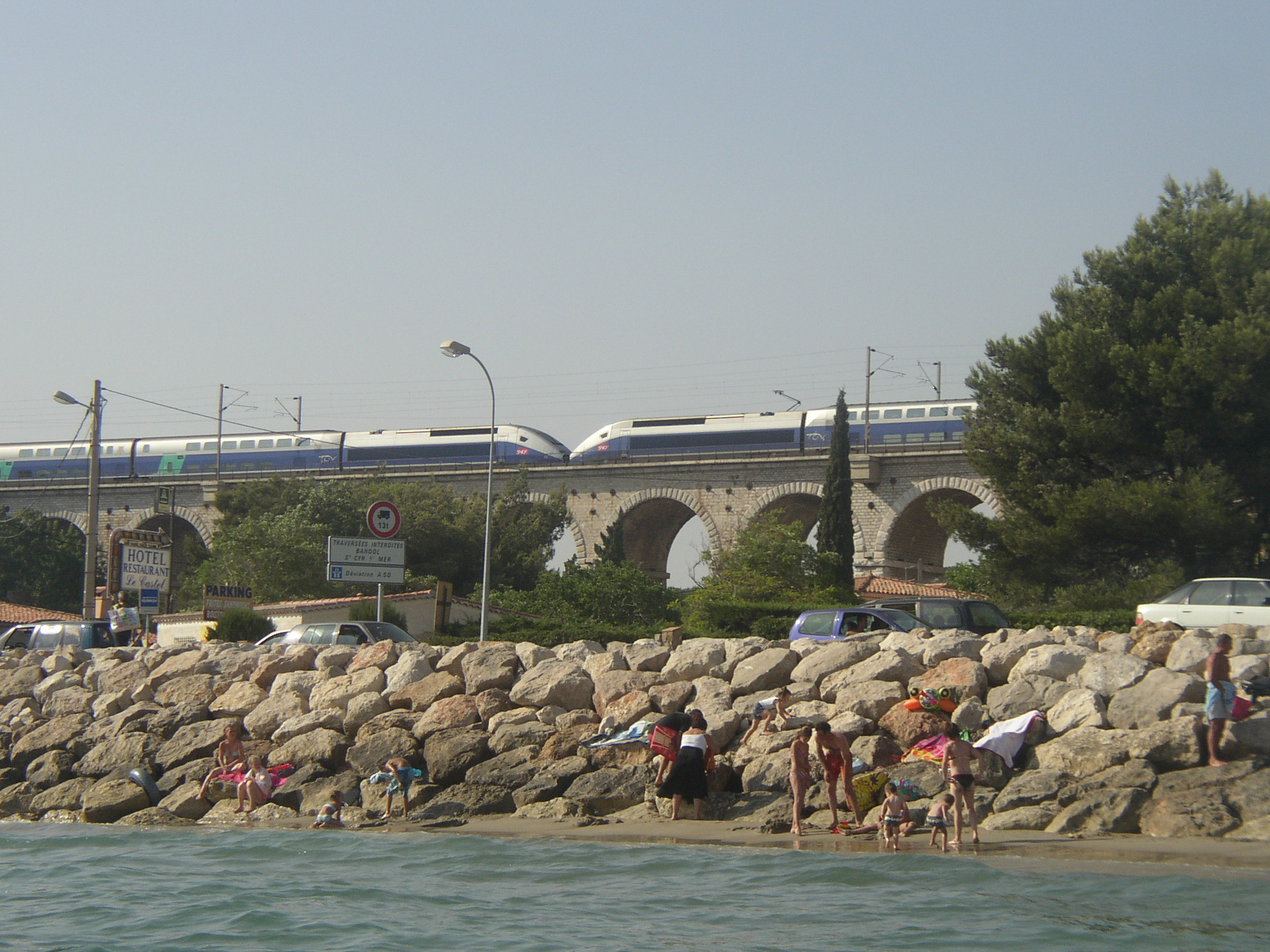
TGV Duplex presso Bandol

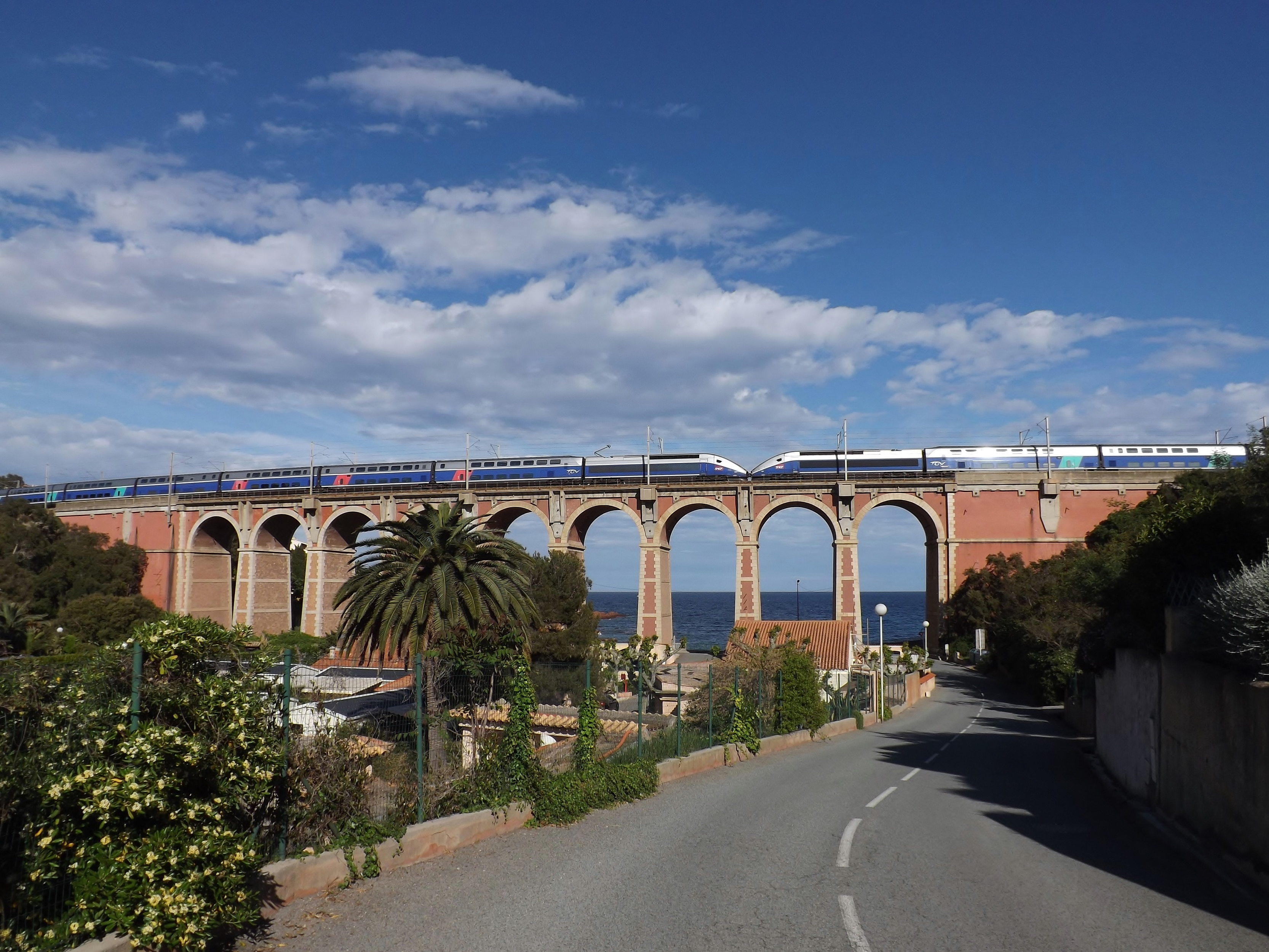
TGV Duplex in transito sul viadotto d'Anthéor, nel comune di Saint-Raphaël, nel massiccio dell'Esterel

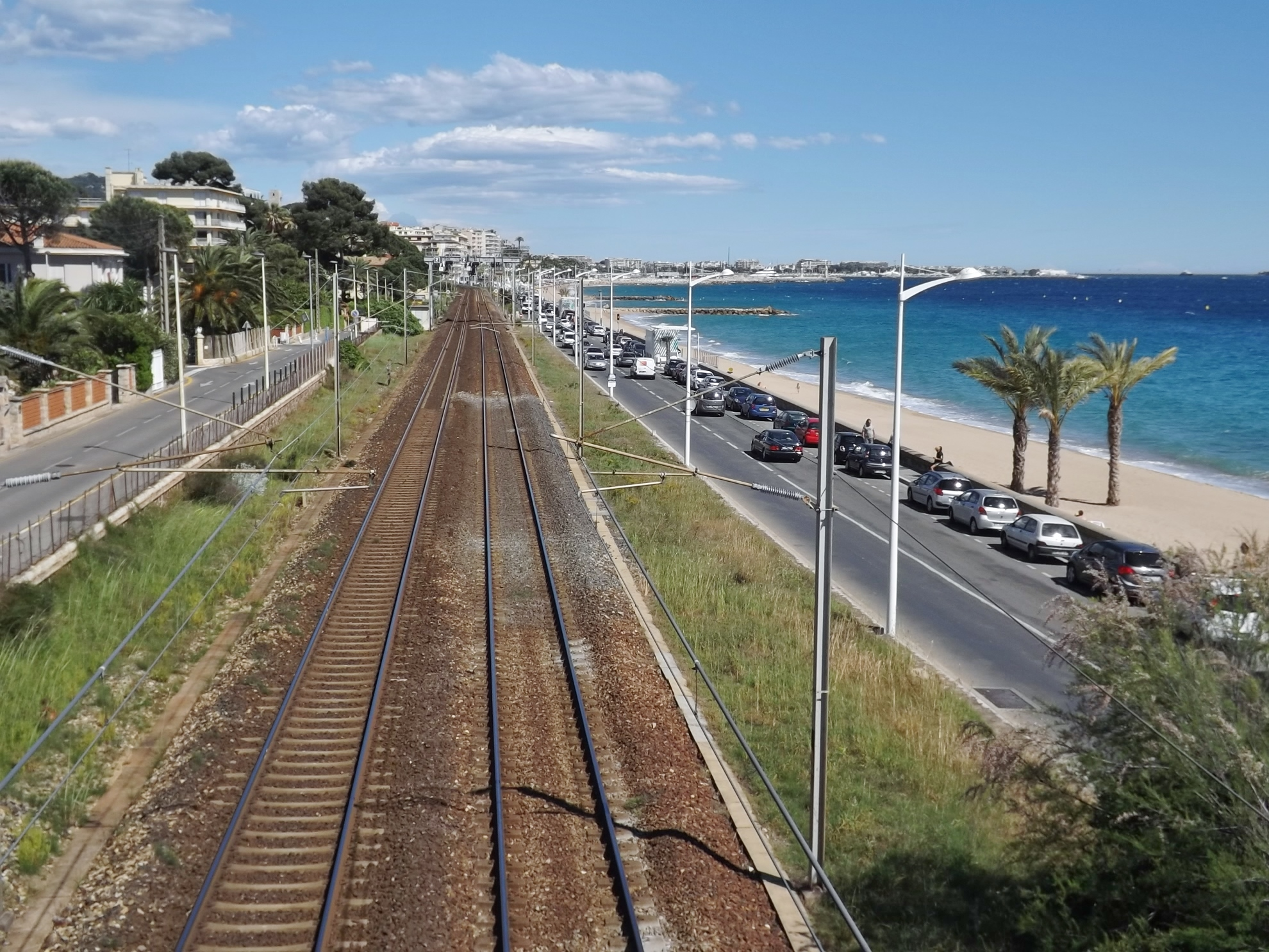
La linea lungo la baia di Cannes

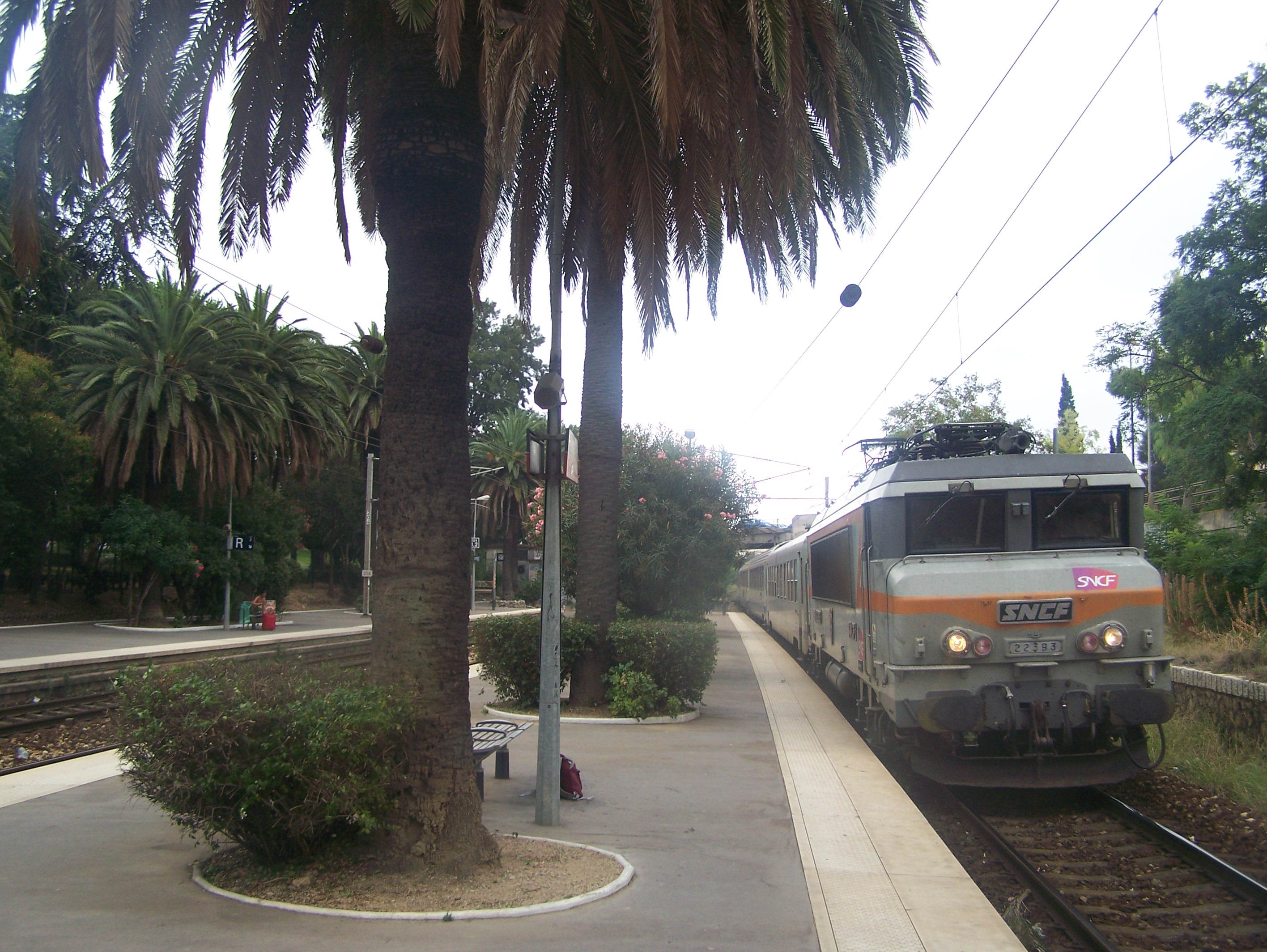
TER diretto a Ventimiglia in arrivo ad Antibes

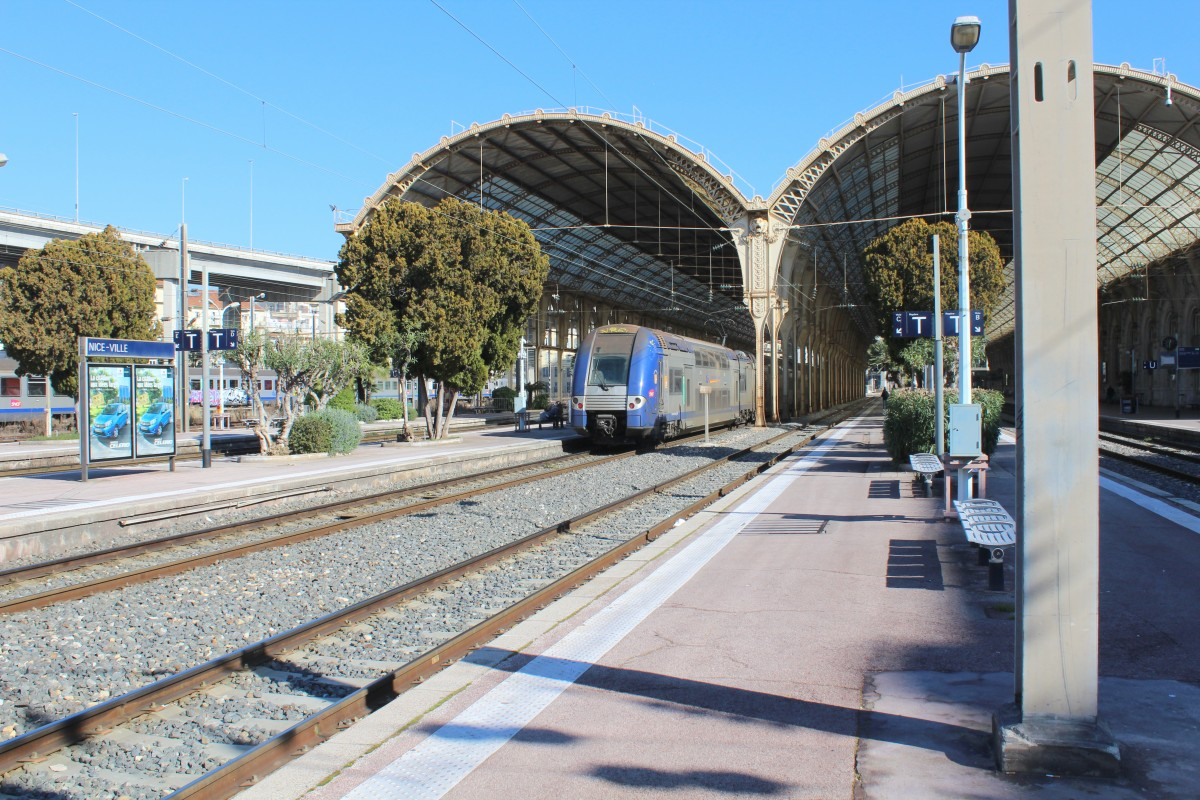
La stazione di Nice-Ville

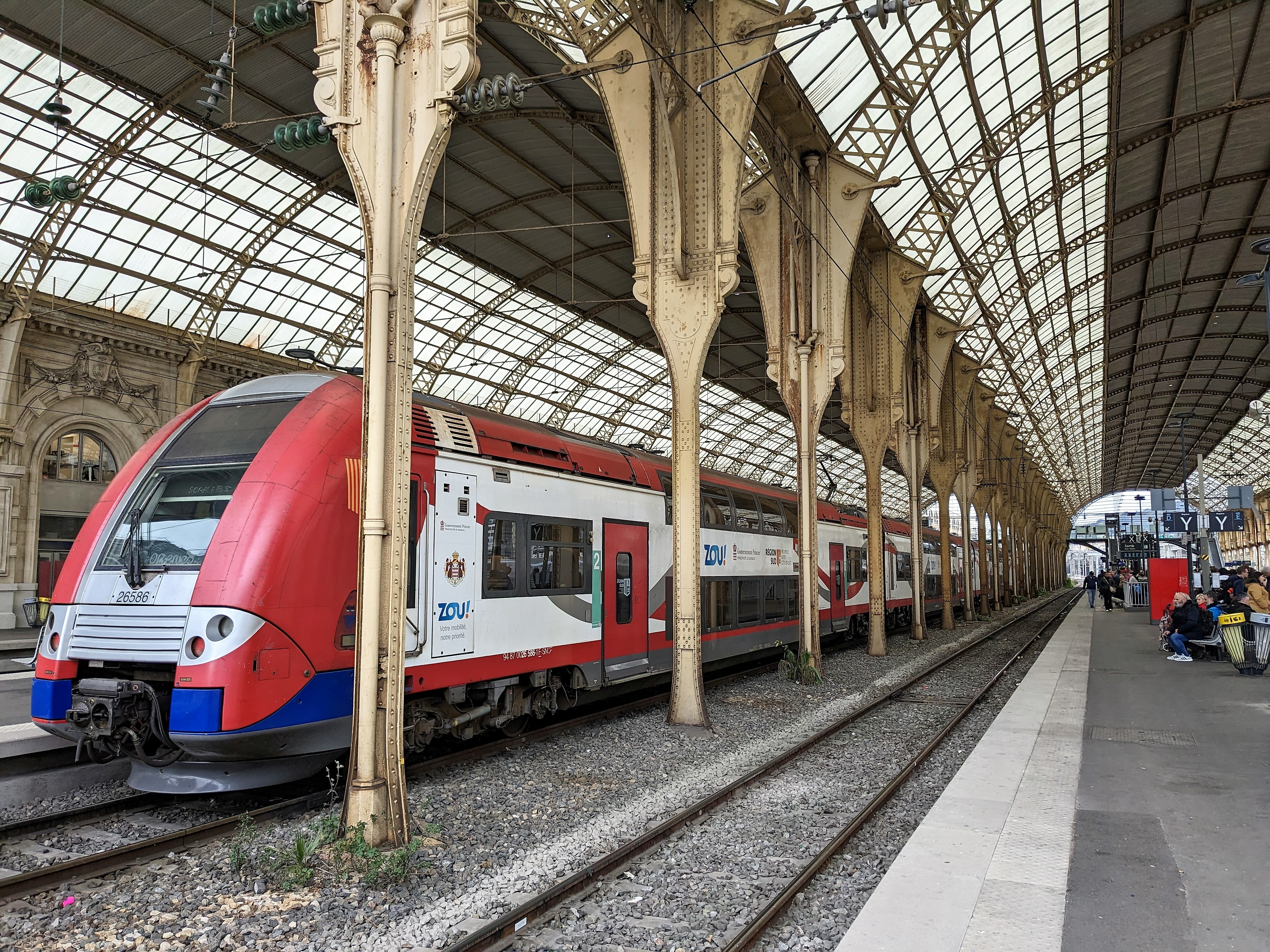
TER con i colori del Principato di Monaco in sosta alla stazione di Nice-Ville

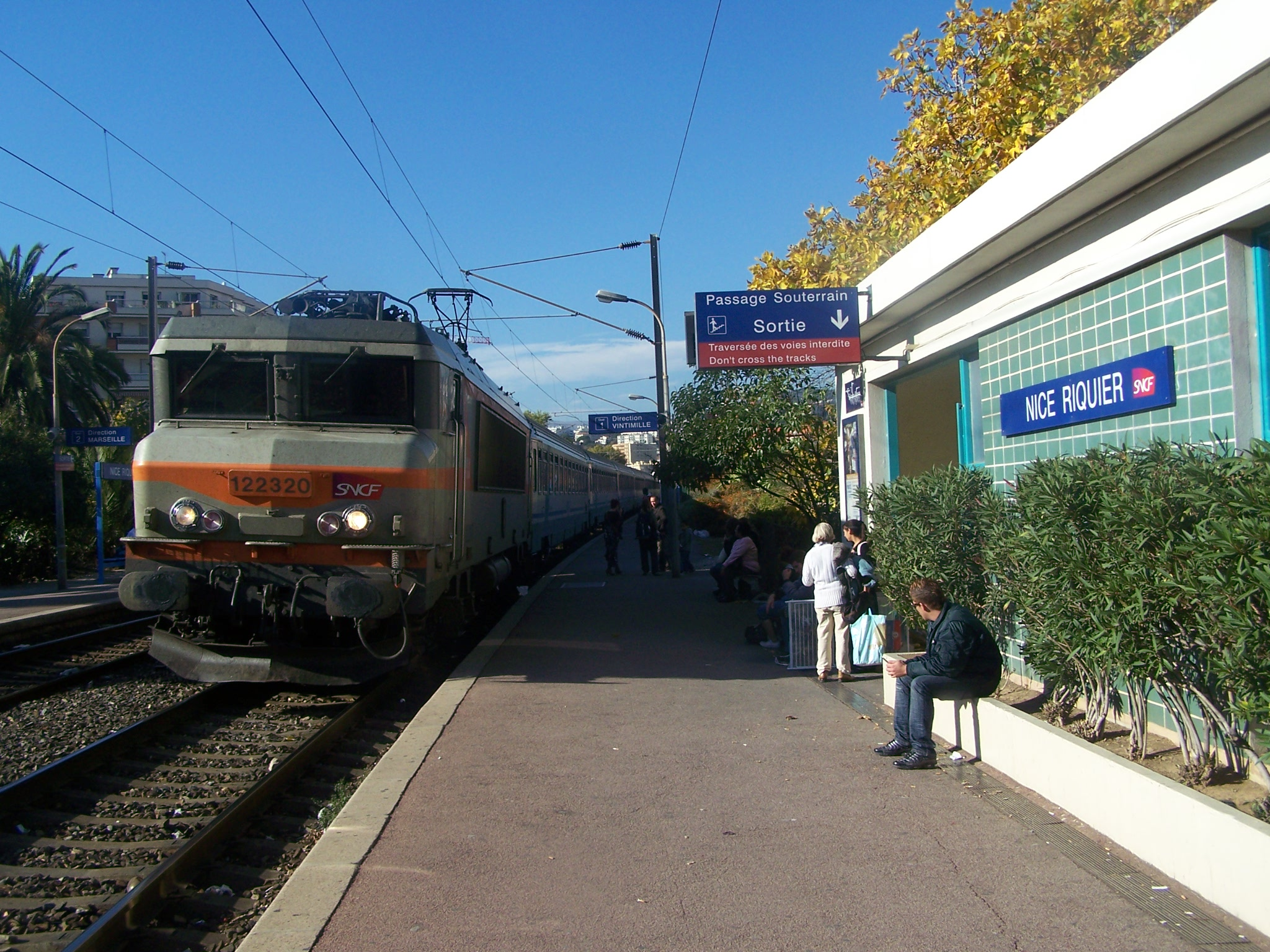
Locomotiva SNCF BB 22200 alla testa di un TER Marsiglia–Ventimiglia in direzione Ventimiglia in sosta alla fermata di Nice-Riquier

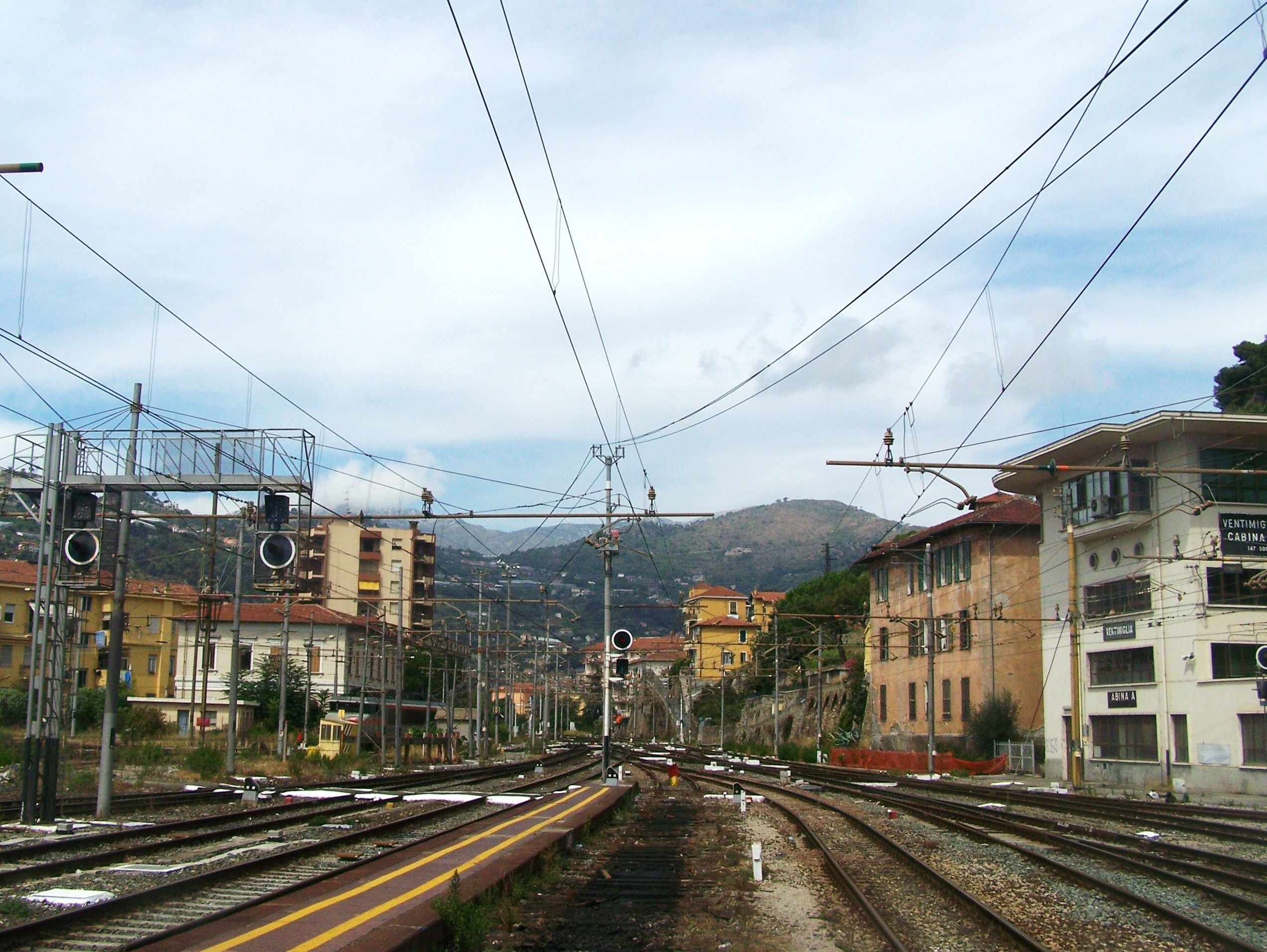
La stazione di Ventimiglia in direzione dell'Italia

Partendo dalla stazione di Marsiglia Saint-Charles il percorso piega verso est nell'entroterra costiero a circa 50 metri sul livello del mare nella valle dell'Huveaune, che condivide con l'autostrada A50 per Aubagne, stazione di diramazione della linea per La Barque-Fuveau. Immediatamente dopo aver lasciato la stazione di Marsiglia Saint-Charles la linea attraversa la galleria urbana di Saint-Charles all'uscita della quale al bivio Bivio Chartreux si congiunge alla linea da Parigi; segue un tratto a quattro binari fino alla stazione di Marseille-Blancarde, proseguendo a tre binari fino ad Aubagne, da dove la linea prosegue a doppio binario.
La linea da Aubagne devia poi a sud verso la costa, attraversando il massiccio del Saint-Cyr con il tunnel d’Aubagne (403 m) e il tunnel du Mussuguet lungo 2.625 metri. 
Superata la stazione di Cassis, celebre per i Calanchi, tutelati dal parco nazionale omonimo e considerata l'estremo occidentale della Costa azzurra la linea, avvicinandosi gradualmente alla costa, taglia i rilievi calcarei provenzali grazie a grandi gallerie e trincee aperte; inoltre supera, attraverso numerosi ponti e viadotti, un gran numero di piccoli torrenti che sfociano nelle baie, raggiungendo la stazione di La Ciotat-Ceyreste, e proseguendo lungo la costa, passa per Saint-Cyr-sur-Mer e Sanary-sur-Mer e da Six-Fours-les-Plages prosegue a livello del mare fino a Tolone. 
La stazione di La Ciotat-Ceyreste, denominata semplicemente La Ciotat fino al 2018, quando ha assunto la denominazione attuale, è stata resa celebre dal cortometraggio dei fratelli Lumière "L'arrivo di un treno alla stazione di La Ciotat" del 1896.
Proseguendo verso Tolone, in prossimità della stazione di La Seyne-Six-Fours si trova la stazione di smistamento al servizio della zona portuale di Tolone, il cui raccordo si dirama dalla linea principale qualche centinaio di metri prima dell'ingresso nella stazione di La Seyne-Six-Fours; il raccordo, a binario unico, si dirige verso il porto commerciale con un'ulteriore diramazione, a binario unico, dopo un centinaio di metri, verso l'arsenale militare marittimo, principale porto militare della Marine nationale e sede del Comando della squadra navale del Mediterraneo. La stazione di La Seyne-Six-Fours si trova stretta tra la linea principale per Ventimiglia e il raccordo per l'arsenale. Tra la stazione e il raccordo verso l'arsenale, si trova il parcheggio della stazione.
Nel tratto tra Marsiglia e Tolone, le gallerie sono numerose e oltre al tunnel cittadino di Saint-Charles a Marsiglia, al tunnel des Espillières a Aubagne e al tunnel Mussuguet, tra Aubagne e Cassis le altre principali gallerie sono: 
- Il tunnel des Jeannots ou Janots, tra Cassis et La Ciotat;
- Il tunnel de Saint-Cyr, tra Saint-Cyr-sur-Mer e Bandol.

Da Tolone la linea ferroviaria devia dall'entroterra costiero verso nord-est nell'ampia depressione tra il Massif des Maures e le montagne dei massicci della Bassa Provenza che circondano Tolone e la loro continuazione settentrionale e dopo La Garde la linea raggiunge la stazione di La Pauline-Hyères, stazione di diramazione per Hyères. 
Proseguendo nell'entroterra la linea non serve alcun centro abitato di rilievo, attraversando una regione di vigneti e frutteti, dopo aver superato Cuers e Puget-Ville raggiunge Carnoules, stazione di diramazione della linea per Gardanne. Seguono le stazioni di Pignans e Gonfaron, spartiacque tra i bacini idrografici del Réal Martin e dell'Argens, il cui corso ridiscende poi verso il mare e dopo le stazioni di Vidauban e di Le Luc-Le Cannet la linea raggiunge la stazione di  Arcs-Draguignan, dove si dirama la linea per Draguignan.
Dalla stazione di Arcs-Draguignan la linea dirige in direzione sud-est verso la costa che viene raggiunta presso la stazione di Saint-Raphaël-Valescure, dopo avere attraversato le stazioni di Fréjus e di Fréjus-Saint-Raphaël, stazione quest'ultima situata nel comune di Fréjus al confine con il comune di Saint-Raphaël che era un terminal autotreno e offriva la possibilità far trasportare il proprio veicolo su un treno speciale; la soppressione di tale servizio da parte di SNCF il 14 dicembre 2019, ha comportato la chiusura della stazione, di cui questa è l'unica attività.
Da Saint-Raphaël la linea correndo lungo la costa passa per Cannes, Juan-les-Pins e Antibes e raggiunge Cagnes. Alla stazione di Cannes-la-Bocca si dirama la linea per Grasse, mentre la stazione di Cannes è sotterranea e la linea attraversa la cittadina in un tunnel. 
Il tratto da Les Arcs a Cagnes presenta numerose gallerie, trincee a cielo aperto in roccia durissima e viadotti. Dopo Agay, la linea attraversa un vallone, superato attraverso il viadotto Anthéor a nove arcate e il massiccio dell'Esterel che ha richiesto opere d'arte particolarmente impegnative e di grandi dimensioni, con lo scavo di numerose gallerie e trincee a cielo aperto e la realizzazione di numerosi viadotti; il tunnel dell'Esterel, detto Saoumes, lungo 810 metri, è l'opera d'arte principale di questa tratta.
Dopo aver attraversato la foce del fiume Var a Saint-Laurent-du-Var raggiunge Nizza, dove la prima stazione che incontra è la stazione di Saint-Augustin. La fermata è entrata in funzione nel 2022, arretrando di alcune centinaia di metri la vecchia stazione di Saint-Augustin aperta all'esercizio nel 1864 allo scopo di farla diventare punto d'interscambio con la linea tranviaria T2 collegata all'Aeroporto di Nizza Costa Azzurra. Superata una galleria che attraversa il centro cittadino la linea raggiunge la stazione ferroviaria di Nice-Ville, costruita in una conca verso l'entroterra e capolinea della ferrovia per Breil-sur-Roya e Cuneo. A poche centinaia di metri dalla stazione principale di Nice-Ville c'è la stazione di Nice CP (Chemins de fer de Provence) capolinea della linea per Digne a scartamento ridotto, che collega Nizza a Digne-les-Bains, ultima linea sopravvissuta dell'antica rete delle Ferrovie della Provenza, e dal 2014 gestita dalla Régie régionale des transports de Provence-Alpes-Côte d'Azur (RRT PACA), l'autorità regionale dei trasporti Provence-Alpes-Côte d'Azur, ente pubblico della regione Provence-Alpes-Côte d'Azur. La linea nel 1939 era stata collegata al porto di Nizza tramite i binari della rete tranviaria di Nizza, armati con lo stesso tipo di rotaie Phoenix, allo scopo di far pervenire i vagoni di carbone a Lingostière per l'utilizzo nella centrale elettrica della società Énergie électrique du Littoral méditerranéen.
Superata Nizza la linea attraversa il tunnel di Villefranche con le gallerie gemelle sotto il Mont Alban e passa dalle stazioni di Villefranche-sur-Mer, e, attraversando una serie di gallerie, Beaulieu-sur-Mer, Èze e Cap-d'Ail, percorrendo le pendici costiere della Costa azzurra fino a Monaco, dove il percorso originariamente in superficie è stato totalmente interrato nel piccolo stato negli anni novanta e ricollegato al percorso esistente solo presso il Monte Carlo Country Club sede del Monte Carlo Masters. 
Il percorso originario fino al 1964 correva quasi sul mare e il principato disponeva di due stazioni: la prima a Monaco Vecchia e l'altra a Monte Carlo in prossimità del Casinò. Tra il 1958 e il 1964 una prima variante in galleria ha consentito al Principato di recuperare terreno e avviare alcuni importanti interventi urbanistici con la realizzazione di un intero quartiere sul sito precedentemente occupato dalla ferrovia e la dismissione della stazione di Monte Carlo, lasciando la stazione di Monaco Vecchia quale unica stazione del principato, che venne rinominata Monaco-Monte Carlo. Negli anni novanta in seguito a nuovi lavori urbanistici venne realizzata una nuova variante con l'attraversamento del Principato interamente in galleria, la soppressione della vecchia stazione di Monaco Vecchia e la realizzazione della nuova stazione sotterranea di Monaco Montecarlo.
La fermata Monte-Carlo-Country-Club nella località francese di Roquebrune-Cap-Martin, all'uscita orientale del tunnel di Monaco, tra le stazioni di Monaco-Monte-Carlo e Cap-Martin-Roquebrune è operativa esclusivamente in occasione dei tornei dei Masters di Monte-Carlo, che si svolgono ogni anno ad aprile ed ha la particolarità di avere una sola banchina laterale, in direzione Marsiglia. 
Ad est di Mentone, la linea ferroviaria varca il confine di stato con l'Italia, attraversando una serie di brevi gallerie, la prima delle quali è la galleria dei "Balzi Rossi", che deve il suo nome alle bellissime fenditure di roccia a strapiombo sul mare. 
Proseguendo, poco prima della galleria delle Calandre era presente la diramazione, a binario unico, per lo scalo di Parco Roja, dove confluivano tutti i treni merci tra Italia e Francia. Con la chiusura al traffico, alla fine del 2017, dello scalo di Parco Roja, l'armamento tra lo scalo e il Bivio Calandre è stato rimosso. 
Superata la galleria delle Calandre, la linea dopo avere attraversato il galleria Ventimiglia e aver scavalcato la foce del fiume Roia, raggiunge la stazione di Ventimiglia. 
Per evitare complicazioni dovute all'incompatibilità dei due sistemi di alimentazione della linea elettrica, con la linea aerea SNCF alimentata a corrente alternata con un tensione di 25 kv a 50 HZ, e la linea aerea FS alimentata a corrente continua a 3 kV, le due amministrazioni hanno concordato di alimentare permanentemente il piazzale di Ventimiglia con il sistema francese a corrente continua a 1,5 kv, in uso nelle linee francesi alimentate a corrente continua, facendo uso di locomotive elettriche bicorrenti SNCF; conseguentemente le locomotive elettriche italiane a 3 kV sono costrette ad un esercizio a potenza ridotta all’interno dello scalo.
Per quanto riguarda il dismesso scalo ferroviario merci di Parco Roja, realizzata tra gli anni ottanta e anni novanta per diventare un hub merci internazionale e un centro perla formazione, il controllo e lo smistamento di convogli merci vi sono ipotesi di iconversione in un distretto di natura sia produttiva che commerciale.
L'area disponibile alla trasformazione si estende per circa 30 ettari, fiancheggiando a est il Fiume Roja, con una conformazione allungata e pianeggiante.
Allo stato attuale sono presenti il fascio dei binari dello scalo ferroviario dismesso e alcuni fabbricati in buone condizioni. L'intervento prevede la realizzazione di 145.000 metri quadrati di superficie commerciale e 81.000 metri quadrati di superficie produttiva.
Altra ipotesi è quella di realizzar nell'area un aeroporto per jet privati, vista la vicinanza con il Principato di Monaco più favorevole rispetto all'aeroporto di Nizza, A tale realizzazione sono interessati investitori della Malesia e del Principato di Monaco, con l'ex sovrano della Malesia Abdullah di Pahang che all'inizio di ottobre 2024 ha visitato Ventimiglia per un sopraluogo.

## Traffico
La linea è servita da numerosi TGV (inOui, Ouigo) Intercités de nuit, TER e Fret. 
Notevole anche il traffico internazionale, che particolarmente nel passato ha interessato i collegamenti con l'Italia.
Il 12 agosto 1957 venne istituito il Trans-Europ-Express (TEE) Ligure sulla relazione Milano Centrale - Marsiglia St. Charles, con una coppia di treni quotidiani via Genova P.P. - Nizza.
Il 30 maggio 1965, il treno Mistral che collegava Parigi a Nizza via Digione, Lione-Perrache, Avignone e Marsiglia venne riclassificato Trans-Europ-Express.
Il 1º giugno 1969 il TEE Ligure venne prolungato da Marsiglia ad Avignone per effettuare la coincidenza con il TEE Catalan Talgo per Barcellona.
Fino al 1972 il servizio era affidato alle automotrici diesel Breda ALn 442-448. Successivamente vennero impiegati convogli di materiale ordinario, formati dalle nuove carrozze TEE FS di prima classe.
Il 26 settembre 1981 è stato l'ultimo giorno di circolazione del TEE Mistral.
Il 22 maggio 1982 la relazione TEE Ligure, di sola prima classe, venne soppressa e sostituita da un treno Intercity con lo stesso nome che svolse servizio di prima e seconda classe con carrozza ristorante fino al 1995, quando venne limitato a Nizza; dopo che nel 2004 venne classificato Eurocity, la relazione venne soppressa nel 2008.
Il 23 maggio 1984 Tolone venne collegata a Parigi dal TGV.
Il 4 aprile 1987 Nizza è stata collegata a Parigi dal TGV.
Il 14 dicembre 2008 venne attuato l'orario cadenzato sulle linee della regione Provenza-Alpi-Costa Azzurra.

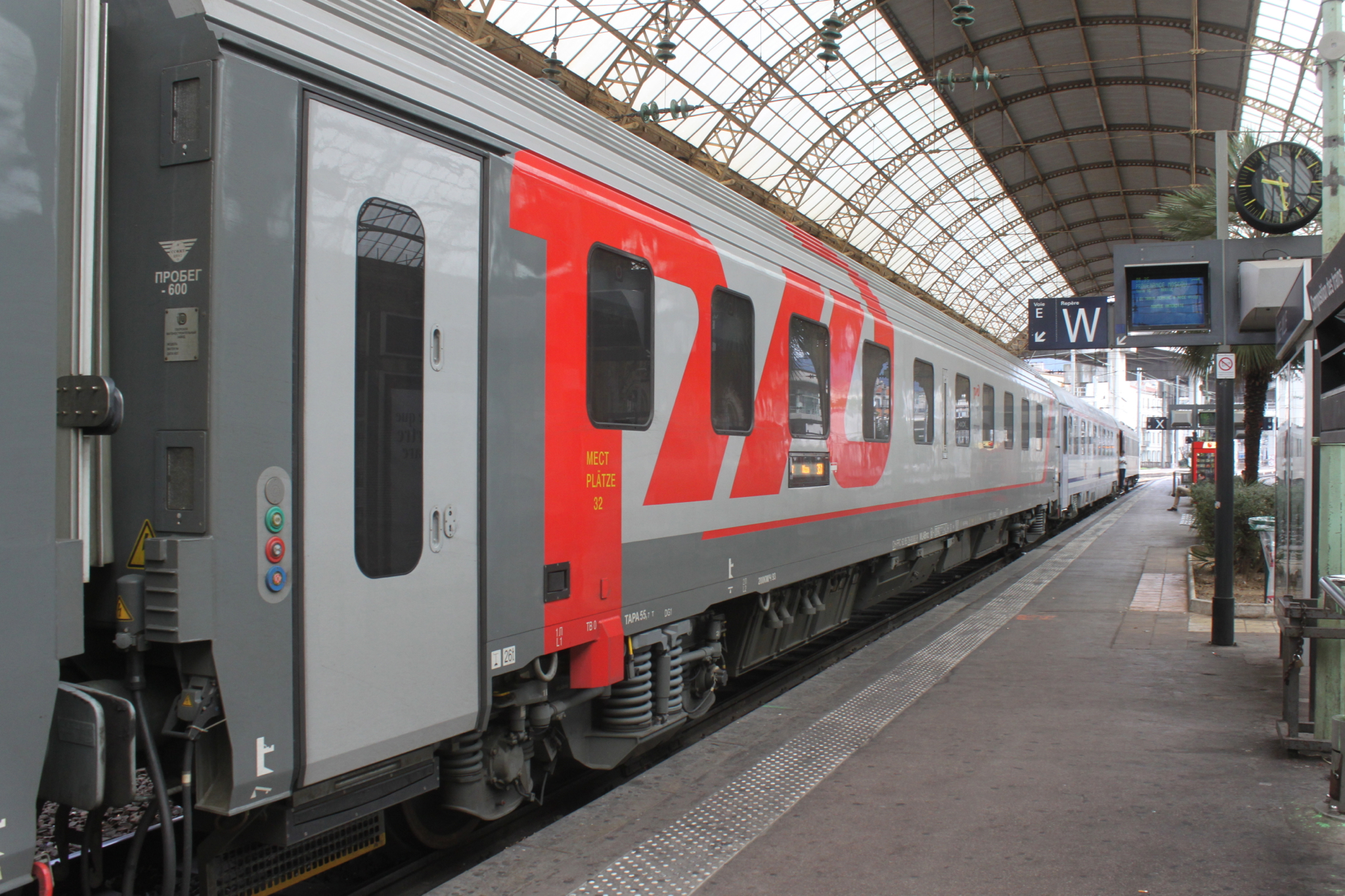
il Riviera Express nella stazione di Nice-Ville

Nel settembre 2010 Nizza è stata collegata a Mosca dal Riviera Express, ma il servizio è stato sospeso a tempo inderminato a causa della pandemia di COVID-19 e successivamente a causa dell'Invasione russa dell'Ucraina del 2022.
Dal 2014 è stato realizzato e gestito da Thello un servizio sulla relazione un tempo svolta dell'ex TEE Ligure, con due corse giornaliere di andata e ritorno (inizialmente una sulla tratta Marsiglia–Milano e una sulla tratta Nizza – Milano); questo servizio è cessato nel 2020–2021.
Fino quasi alla fine degli anni ottanta lungo la linea circolava anche un treno internazionale che collegava Roma a Port Bou e Irun. Le due sezioni per Cerbère/Port Bou, al confine franco-spagnolo della Catalogna, e per Hendaye/Irun, al confine franco-spagnolo della regione Basca, venivano separate a Narbonne e ricongiunte nella stessa stazione per le corse dirette verso l'Italia.

## Nuova linea Provence-Côte d'Azur
Il progetto principale che riguarda il futuro della linea è la nuova linea Provence Côte d'Azur. Questa linea ad alta velocità lunga 180 chilometri potrebbe collegare Marsiglia a Nizza via Tolone. I suoi obiettivi sono integrare meglio la regione alla rete europea ad alta velocità, migliorando i collegamenti tra le principali città della regione e infine rafforzando l'offerta di treni espressi regionali (TER) intorno a Marsiglia, Tolone e Nizza, grazie a un decongestionamento della attuale linea con i principali treni a lunga percorrenza che verrebbero dirottati sulla nuova linea. Il tempo di percorrenza tra Marsiglia e Nizza sarebbe di circa un'ora (rispetto alle 2 ore e 30 attuali), e la linea collocherebbe Nizza a meno di 4h da Parigi, rispetto alle 5 ore e 30 attuali. Questa linea, che richiederebbe la costruzione di sessanta chilometri cumulativi di gallerie, è prevista per il 2035.